# Neochelonia sulphurea
Neochelonia sulphurea är en fjärilsart som beskrevs av Charles Oberthür 1884. Neochelonia sulphurea ingår i släktet Neochelonia och familjen björnspinnare. Inga underarter finns listade i Catalogue of Life.